# Grevbäcks socken
Grevbäcks socken i Västergötland ingick i Kåkinds härad, uppgick 1952 i Hjo stad, ingår sedan 1971 i Hjo kommun och motsvarar från 2016 Grevbäcks distrikt.
Socknens areal var 46,33 kvadratkilometer varav 46,11 land. År 2000 fanns här 210 invånare.  Godset Ekhammar samt kyrkbyn Grevbäck med sockenkyrkan Grevbäcks kyrka ligger i socknen.

## Administrativ historik
Socknen har medeltida ursprung.
Vid kommunreformen 1862 övergick socknens ansvar för de kyrkliga frågorna till Grevbäcks församling och för de borgerliga frågorna bildades Grevbäcks landskommun. Landskommunen uppgick 1952 i Hjo stad som 1971 ombildades till Hjo kommun. Församlingen uppgick 2002 i Hjo församling.
1 januari 2016 inrättades distriktet Grevbäck, med samma omfattning som församlingen hade 1999/2000.  
Socknen har tillhört län, fögderier, tingslag och domsagor enligt vad som beskrivs i artikeln Kåkinds härad. 

## Geografi
Grevbäcks socken ligger norr Hjo med Vättern i öster. Socknen är en odlingsbygd i öster och kuperad skogsbygd i väster.

## Byar och hemman
Grevbäcks socken består historiskt av nedan listade byar och enstaka hemman. När en by har flera hemman anges också hemmansnumren.
- Backen, enstaka hemman.
- Bisshult, enstaka hemman, första gången i jordeboken 1611.
- Björsjön, enstaka hemman.
- Bolet, enstaka hemman, första gången i jordeboken 1566 som kronotorp.
- Ekhammar (ursprungligen Fiskebäck), säteri om två hemman (1 och 2) med väderkvarn (3) och grovbladig såg (4). I Rosenbergs geografiska handlexikon från början på 1880-talet beskrivs egendomen som en väl bebyggd herrgård, skönt belägen vid Vättern, vilken utgjordes av Ekhammar, Fagerberg, Gärdesboda, Elvshult, Gatebo och Kyrkebyn, Gärdet och Ödetorpet. På ägorna fanns kvarn, såg och bränneri.[8]
- Elvshult, enstaka hemman, inlagt under Ekhammar.
- Fagerberg, säteri om två hemman (1 och 2), hör till Ekhammar.
- Fiskebäck, se Ekhammar.
- Gatebo, enstaka hemman, hör till Ekhammar.
- Grumphult (ursprungligen Torp eller Perstorp, sedan en tid Gumphult), enstaka hemman.
- Guvastehemmet, gräsgäld, första gången i jordeboken 1626.
- Gärdesboda, enstaka hemman.
- Gärdet, enstaka hemman.
- Hallan, enstaka hemman, första gången i jordeboken 1611, lyder under säteriet Ulvhult.
- Knäppling, enstaka hemman.
- Kyrkebyn, socknens kyrkby med två hemman (1 och 2), som hör till Ekhammars säteri. Till byn hörde troligen från början också Prästbolet med Västankyrkan.
- Kärr, enstaka hemman, inlagt under säteriet Ulvhult.
- Lillhult, enstaka hemman.
- Millomberga, enstaka hemman. Hemmanet har ursprungligen tillsammans med Nolberga och Sörberga utgjort byn Berga.
- Munkeberg, enstaka hemman tillika säteri. Ursprungligen bildade hemmanen Munkeberg och Munkebo byn Munkebo och gårdarna kallades Stora Munkebo (Munkeberg) och Lilla Munkebo (Munkebo). I Rosenbergs geografiska handlexikon från början på 1880-talet beskrivs egendomen Munkeberg som en herrgård nära Vättern, som bestod av Munkeberg med Munkebo och Sörberga. Till egendomen hörde också Munkebergs såg.[9]
- Munkebo, enstaka hemman (se Munkeberg).
- Nolberga, enstaka hemman (se Mellomberga).
- Prästbolet med Västankyrkan, enstaka hemman (se Kyrkebyn).
- Ramshult, enstaka hemman.
- Råsen, enstaka hemman.
- Råskullen, ett hemman (1 Stora Råskullen) och en gräsgäld (2 Lilla Råskullen eller Lerstugan).
- Snabo, ett hemman (1) och två tomter (2 och 3).
- Spakås, by med två hemman (1 Nolgården och 2), senare hoplagda till ett. Spakås var ett säteri som på 1600- och 1700-talet ägdes inom ätten Hierta.
- Spånhult, by med fyra hemman (1 Nedergården, 2, 3 och 4). Nr 3 första gången i jordeboken 1715 och utbrutet ur nr 2. Nr 4 säteri.
- Stekarekärret, ett hemman.
- Sörberga, ett hemman (se Mellomberga), inlagt under Munkeberg.
- Tolshult, ett hemman.
- Ulvhult, ett säteri om två hemman (1 och 2). I Rosenbergs geografiska handlexikon från början på 1880-talet beskrivs egendomen som en herrgård nära Vättern, som utgjordes av Ulvhult, Kärr, Knäppling, Bolet och Hallan. På ägorna fanns kvarn, såg och bränneri.[10]
- Ödetorpet (eller Ödebolet), ett hemman.

## Fornlämningar
Fossil åkermark och fångstgropar är funna.

## Namnet
Namnet skrevs omkring 1230 Grutbec och kommer från kyrkbyn. Namnet innehåller gryt, 'stenanhopning, stenig mark' och bäck syftande på ett mindre stenigt vattendag vid kyrkan.